# Ivan Bohun
Pour les articles homonymes, voir Bohun.
Ivan Bohun, en ukrainien Іван Богун, mort en 1664, est un colonel cosaque ukrainien. Camarade et ami de Bohdan Khmelnytsky, il s'oppose à la fois aux pactes avec la république des deux-nations de Pologne-Lituanie (traité d'Hadziacz de 1658) et avec le tsarat de Russie (traité de Pereyaslav de 1654).

## Biographie
Bohun est né dans une famille de la noblesse ruthène. Il a pris part à l'insurrection de Khmelnytsky contre la domination polonaise en Ukraine. En juin 1651, il fut élu colonel des troupes de Bracław et prit part à la bataille de Berestechko contre les troupes polonaises dirigées par le roi Jean II Casimir, que les Cosaques perdirent. Survivant à la défaite, il rassemble ses forces et, en juin 1652, participe à la bataille de Batih. Cette foisi-ci, les cosaques réussissent ; le commandant polonais Marcin Kalinowski est tué et le futur hetman Stefan Czarniecki a failli s'échapper de sa vie. La défaite polonaise est complète et permet aux forces cosaques de lancer une offensive victorieuse et ainsi de contrôler efficacement de grandes parties de l'Ukraine. 
Jusqu'en 1657, Ivan Bohun mena également ses forces dans des escarmouches mineures contre les forces polonaises, notamment à Bratslav et Uman. Il combattit aussi contre les tatars de Crimée qui avaient changé de camp à la suite du traité de Zboriv de 1649. Ces derniers étaient initialement alliés aux Cosaques mais soutenaient la république des deux-nations plus tard.

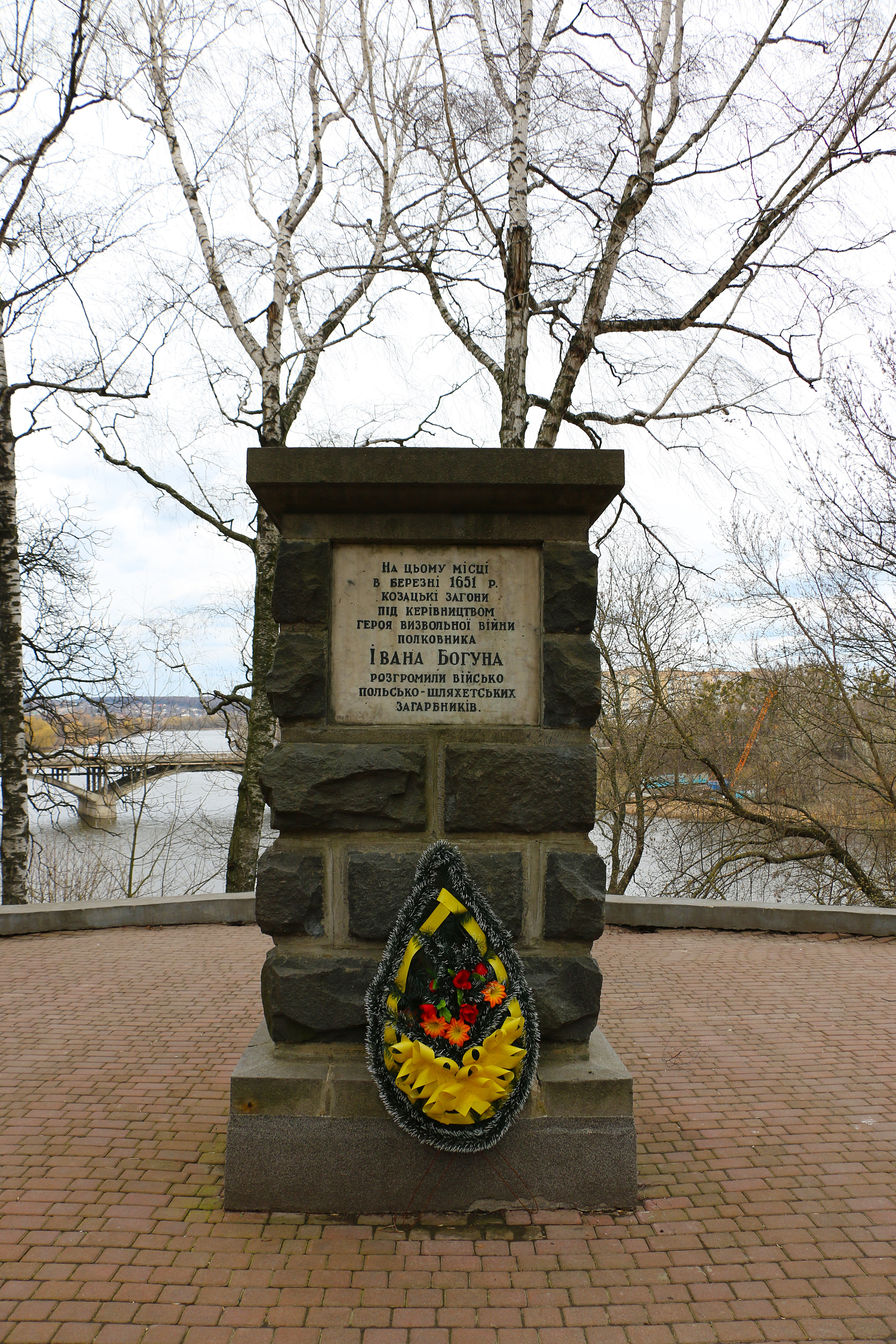
Monument à Ivan situé à Vinnytsia, classé.

Dès le début Bohun s'est opposé au traité de Pereïaslav de 1654. Après la Bataille de Konotop, Ivan Bohun a mené un soulèvement armé pro-russe contre son ancien allié Ivan Vyhovsky près de Konotop et a défait son armée à l'automne 1659.
Après avoir été capturé par les Polonais en 1663, Bohun s'est vu offrir la liberté en échange d'une participation à une nouvelle campagne militaire contre le tsarat de Russie. Pendant la retraite après le désastreux siège de Hlukhiv, Bohun est fusillé par un peloton d'exécution pour avoir transmis des informations militaires importantes à la garnison russe assiégée.

## Culture populaire

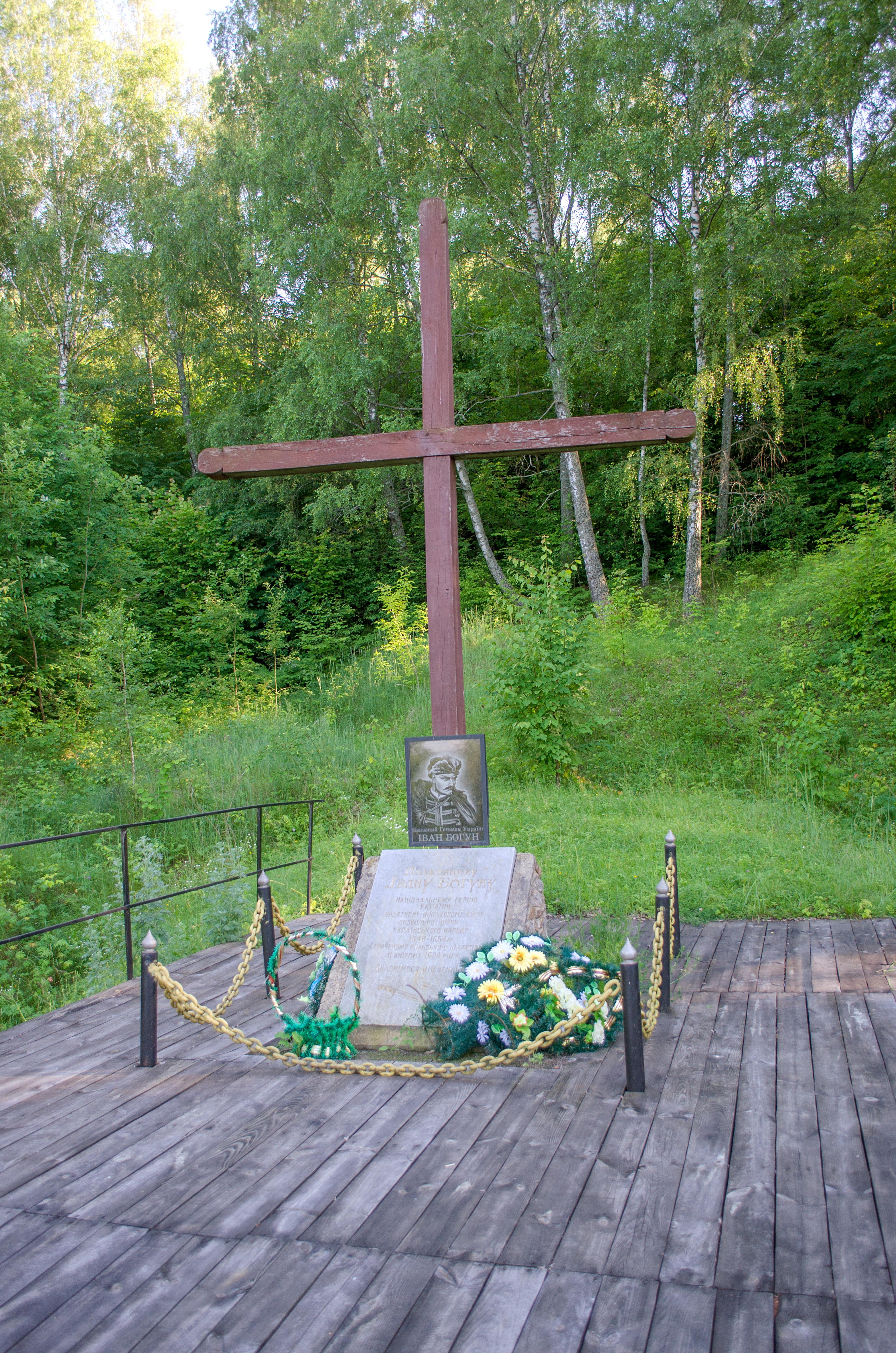
Sa tombe classée[4].
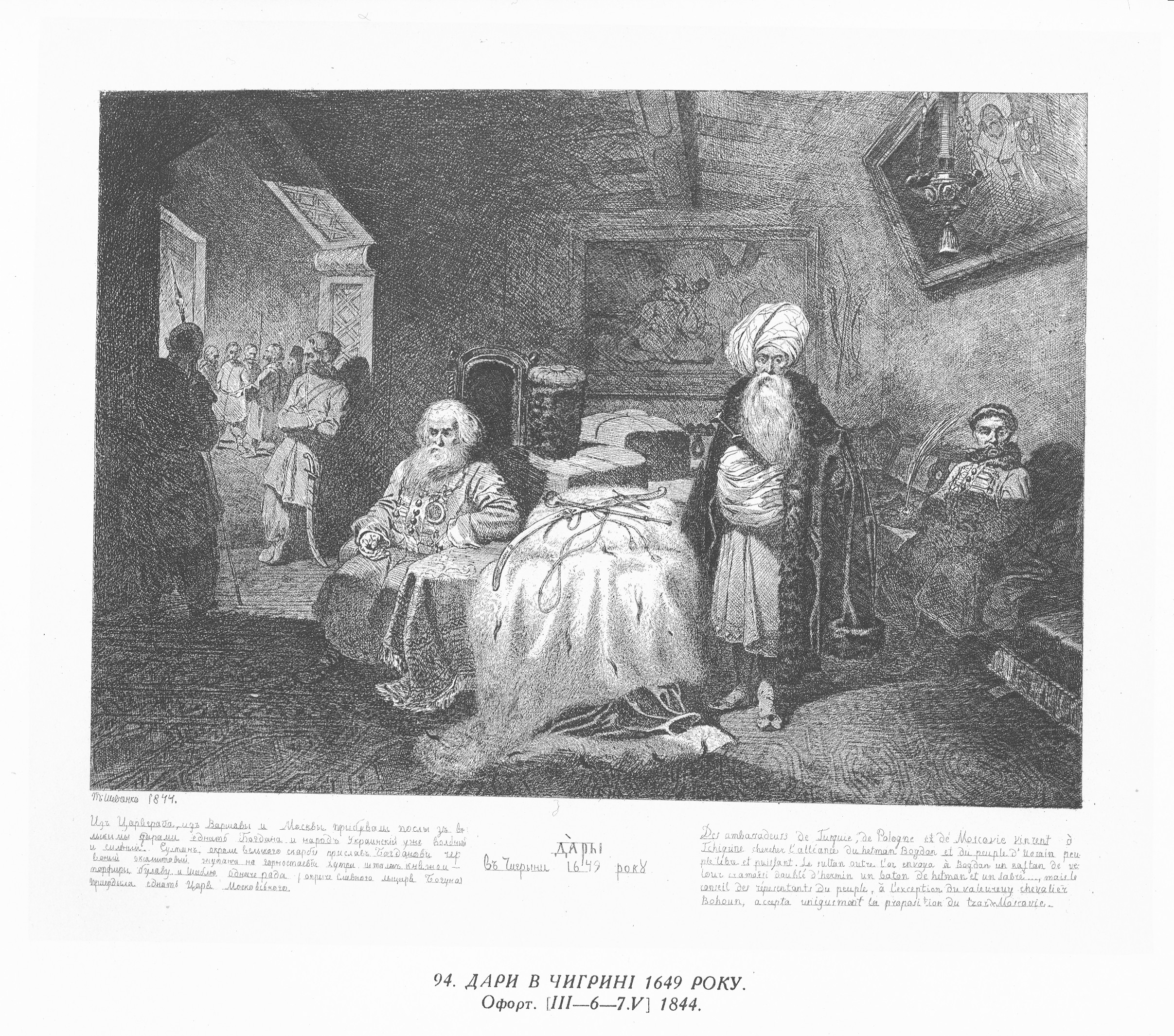
Dans l'Ukraine pittoresque, texte sous l'image : "Des ambassadeurs de Turquie, de Pologne, de Moscovie vinrent à Tchygrine chercher l'allégeance de l'hetman Bogdan et du peuple ukrainien, peuple libre et puissant. Le sultan, outre l'or envoya à BOgdan, un cafetant de velours cramoisi doublé d'hermine, un bâton de Hetman et un sabre...mais le conseil des représentants du peuple, à l’exception du valeureux chevalier Bohun accepta uniquement la proposition du tzar de Moscovie se référant à Ivan et Bogdan Khmelnitski.
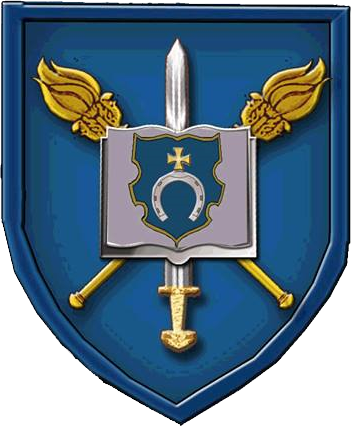
Blason du lycée militaire Ivan Bohun.
Sur un timbre ukrainien de 2006 avec Ivan Gonta.

Ivan Bohun est un des personnages du roman Par le fer et par le feu de Henryk Sienkiewicz. Il est également un des protagonistes récurrents de l'adaptation cinématographique de 1999 ayant découlé de l'oeuvre en question, Par le fer et par le feu. La 1re brigade spéciale ukrainienne porte son nom.
- La figure d'Ivan Bohun sert également de symbole national ukrainien. Sous l'URSS le colonel cosaque est ainsi devenu une figure adoptée pour promouvoir l'indépendance de l'Ukraine vis-à-vis de Moscou[5]. Il est également utilisé de nos jours par le gouvernement ukrainien. Le lycée militaire de Kiev porte son nom. En Janvier 2016, le président ukrainien Petro Porochenko fait au cours d'une allocution à l'école militaire en question, référence à Ivan Bohun comme un modèle à suivre[6].